# Senecio luzoniensis
Senecio luzoniensis là một loài thực vật có hoa trong họ Cúc. Loài này được Merr. miêu tả khoa học đầu tiên.